# William Welwod
William Welwod (1578-1622) est le premier juriste écossais à formuler les lois de la mer dans une langue germanique insulaire. 
Il est professeur de droit civil à l'Université de St Andrews jusqu'en 1611, date à laquelle il démissionne de sa chaire et déménage en Angleterre.

## Œuvres
Welwod est principalement connu pour ses écrits opposés au concept du juriste néerlandais Hugo Grotius exprimés dans son livre de Mare Liberum (la liberté des mers). Son idée est que les mers et les océans sont libres d'utilisation sans être la propriété de quiconque. Welwod utilise des textes bibliques pour affirmer que, dans certains cas, les nations peuvent revendiquer des droits nationaux exclusifs sur les eaux territoriales.
Welwod écrit son traité en langue écossaise  sur le droit de la mer, The sea-law of Scotland, publié en 1590 par Robert Waldegrave -, premier livre de jurisprudence maritime, Welwod déclare, dans sa préface, que le livre est destiné aux marins et marchands écossais. Dans un style vernaculaire, il présente le droit de la mer sous la forme de règles simples. Welwod  retravaille ensuite The sea-law of Scotland en An Abridgement of All Sea-Lawes (1613), qui comprend un chapitre argumentant contre le Mare Liberum d' Hugo Grotius . Plus tard, il enrichit ce chapitre, "De la communauté et de la propriété des mers", en un ouvrage complet intitulé De dominio maris (1615).
Le principal souci de Welwod est que les théories de Grotius puissent être utilisées pour justifier la pêche au hareng à grande échelle dans les eaux écossaises par les flottes néerlandaises, ce qui, selon lui, est de nature à provoquer un effondrement de l'industrie de la pêche le long de la côte est écossaise.
Hugo Grotius répond à la critique de Welwod en écrivant Defensio capitis quinti Maris Liberi oppugnati a Gulielmo Welwodo ("Défense du cinquième chapitre de Mare Liberum, opposé par William Welwod"). L'ouvrage est écrit vers 1615, mais n'est pas publié. Grotius regrette  que Welwod ait mal compris son traité, n'y voyant qu'une tentative de justifier la pêche hollandaise dans les eaux écossaises, alors qu'il est en réalité principalement destiné à défendre le droit néerlandais de commercer avec les Indes orientales.